# 化学親和力
化学親和力（かがくしんわりょく）または化学的親和性（かがくてきしんわせい）とは、化学物理学および物理化学の概念で、異なる化学種間での化合物の形成しやすさを表す電子的特性である。化学親和力はまた、原子や化合物が異なる構成の原子や化合物と化学反応しやすい傾向を示す指標でもある。
化学史家ヘンリー・レスターによれば、ギルバート・ルイスとマール・ランドールによる1923年の著書『熱力学と化学反応の自由エネルギー』の影響で、英語圏では「親和力 (affinity)」という言葉の代わりに「自由エネルギー (free energy)」という言葉を使うようになった。

## 近代における概念
近代的用法では、親和力とは特定の原子や分子が集合または接合する傾向である。例えば、医師ジョージ・キャリーの1919年の著書 『人間の生命の化学』では、「健康は血液中にリン酸鉄 Fe3(PO4)2 が適量存在することに依存する。この塩の分子は酸素との化学親和力があり、酸素を生体のあらゆる部分に運ぶ機能がある」と記している。このようなやや古典的な文脈では、化学親和力は「磁力」とほぼ同義に使われている。1925年ごろまでの文献には「化学親和力の法則」という用法も多く見られる。

## 熱力学
IUPACによる現在の定義では、定圧および定温での反応進行度に対応したギブズ・エネルギーの負の偏微分を親和力と定義している。すなわち、次のようになる。
{\displaystyle A=-\left({\frac {\partial G(T,P,N_{1},\cdots )}{\partial \xi }}\right)_{T,P}=-\left({\frac {\partial G(T,P,N_{1}^{0}+\nu _{1}\xi ,\cdots )}{\partial \xi }}\right)_{T,P}=\sum _{i}\nu _{i}\mu _{i}(T,P,N_{1}^{0}+\nu _{1}\xi ,\cdots )\ }
ここで{\displaystyle N_{1}^{0}\ }は反応開始時における成分１の物質量、{\displaystyle \nu _{1}\ }は成分 1 の化学量論係数である。
定圧、定温条件では、ギブズエネルギーが最小になったときが熱力学的平衡状態である。よって自発的に反応が進むにつれて親和力が正の値から減少していき、平衡状態になったとき
{\displaystyle A=0\ }
となる。
1923年、ベルギーの数学者で物理学者のテオフィル・ド・ドンデは、化学反応における親和力 A とギブズの自由エネルギー G の関係を明らかにした。一連の導出を通して、ド・ドンデは化学種の混合物における化学反応の可能性を考えたとき、次の関係が成り立つことを証明した。
{\displaystyle A=-\Delta _{r}G\,}
ド・ドンデに続いて、イリヤ・プリゴジンとR・デフェイの著書『化学熱力学』では、化学親和力 A を化学反応の非補正熱の増分 dQ' と反応進行度の勾配 dξ の関数として定義した。
{\displaystyle A={\frac {dQ'}{d\xi }}\,}
この定義は、平衡系の状態や非平衡系の状態変化の両方を決定付ける要因を定量化するのに役立つ。

## 歴史
「化学親和力」は歴史的には化学反応を発生させる電磁気的「力」を意味していた。長く使われてきたより広い定義としては、物質の分解されやすさまたは分解されにくさを化学親和力としていた。
イリヤ・プリゴジンは化学親和力について「全ての化学反応において、系は化学反応の親和力が消滅する平衡状態へと追いやられる」とした。
「親和力」という言葉は、1600年ごろから化学や文献学における構造的関係を論じる際に比喩的に用いられている。
親和力の考え方はかなり古くからある。多くの人々がその根源を特定することを試みてきた。科学に先行して存在した全ての魔術の基礎には「親和力」があり、それをさらに解明しようとする試みはほとんど失敗してきた。しかし、「親和力の理論」を定式化して研究する科学の一分野として物理化学が生まれた。「親和性」という用語を化学的関係という意味で最初に使ったのはドイツ人哲学者アルベルトゥス・マグヌスで、1250年ごろのことである。その後、燃焼という化学反応での熱の生じ方を説明しようとして、ロバート・ボイル、ジョン・メーヨー、ヨハン・ルドルフ・グラウバー、アイザック・ニュートン、ゲオルク・シュタールといった人々が選択的親和性の考え方を提唱した。
現代の化学親和力という用語は、18世紀スウェーデンの化学者トルビョルン・ベリマンが著書『選択アトラクション』で使った造語「選択的親和性 」または「選択的誘引力」が変化したものである。アントワーヌ・ラヴォアジエの1789年の著書 化学原論では、ベリマンの選択的親和性の概念についても論じている。
ゲーテは、その概念を使って『親和力』という小説を書いている。

### ジョフロアの親和性の表
1718年、フランスの化学者エティエンヌ・F・ジョフロアは置換反応に基づく世界初の「親和性の表」を発表した。この親和性の表はジョフロア最大の業績とされており、1718年と1720年にアカデミー・フランセーズで発表したのが最初である。それは次のような表だった。

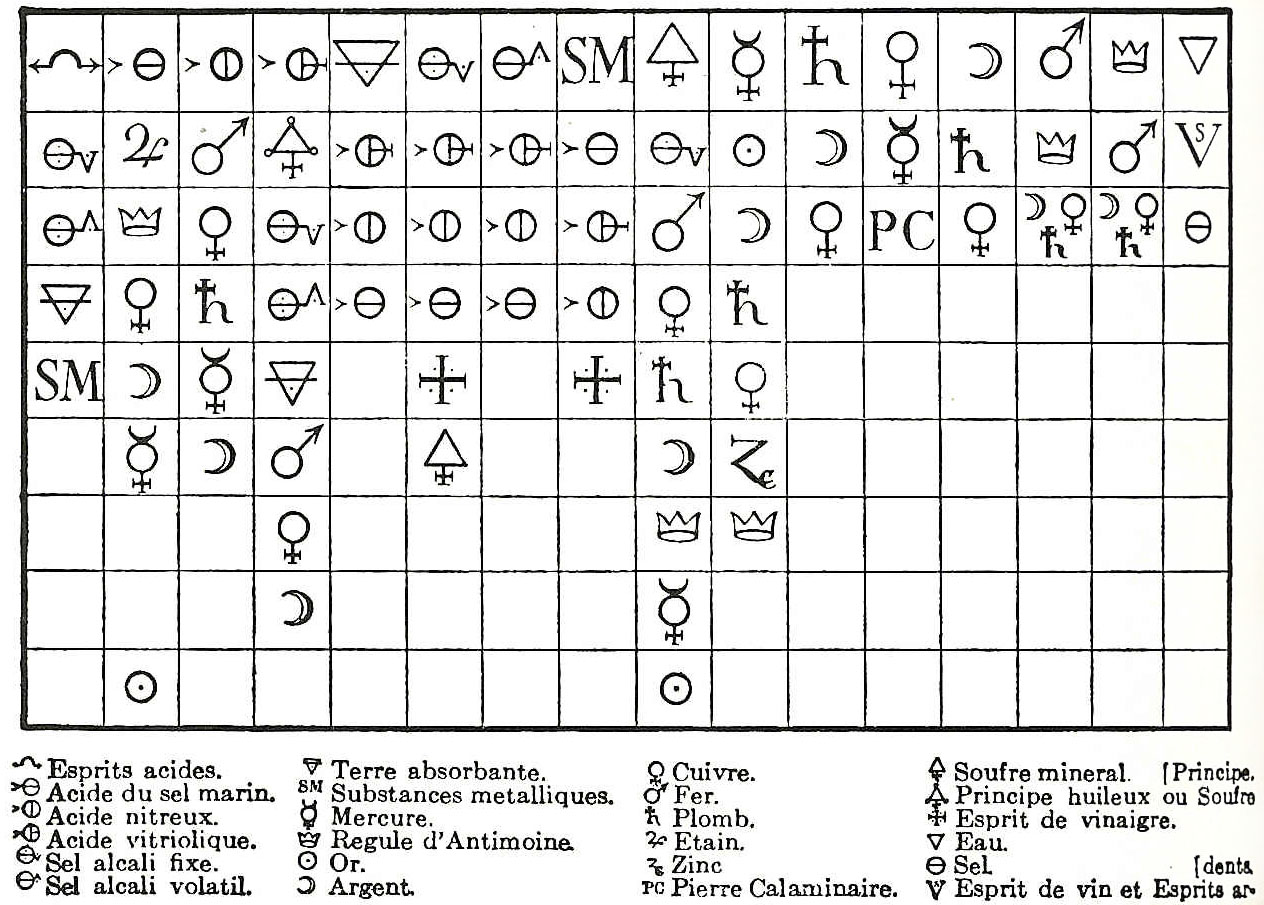
ジョフロアの「親和性の表」(1718)。列の先頭にある物質が、その下にある物質と結合でき、上にあるものほど「親和力」が強い。

これは、物質同士の化学反応を比較観察した結果を示した一覧表であり、似たような物質が異なる試薬に示す親和性の度合いを表している。クロード・ルイ・ベルトレーによるさらに深化した概念に取って代わられるまで、親和性の表の研究が広く流行した。